# Loukasjärvi
Loukasjärvi är en sjö i Pajala kommun i Norrbotten och ingår i Kalixälvens huvudavrinningsområde. Sjön har en area på 0,129 kvadratkilometer och ligger 278 meter över havet.

## Delavrinningsområde
Loukasjärvi ingår i det delavrinningsområde (746713-177810) som SMHI kallar för Ovan Narkausjoki. Medelhöjden är 282 meter över havet och ytan är 74,4 kvadratkilometer. Räknas de 2 avrinningsområdena uppströms in blir den ackumulerade arean 128,68 kvadratkilometer. Narkån (Narkausjoki) som avvattnar avrinningsområdet har biflödesordning 2, vilket innebär att vattnet flödar genom totalt 2 vattendrag innan det når havet efter 193 kilometer. Avrinningsområdet består mestadels av skog (60 procent) och sankmarker (38 procent). Avrinningsområdet har 0,22 kvadratkilometer vattenytor vilket ger det en sjöprocent på 0,3 procent.